# Le Père humilié
Le Père humilié est une pièce de théâtre en quatre actes de Paul Claudel parue en 1920, troisième pièce de La Trilogie des Coûfontaine.

## Mises en scène
- 1962 : Bernard Jenny, Théâtre du Vieux-Colombier